# 1re étape du Tour de France 2001
Pour un article plus général, voir Tour de France 2001.
La première étape du Tour de France 2001 a eu lieu le 8 juillet 2001 entre Saint-Omer et Boulogne-sur-Mer, en France, sur une distance de 194,5 km. Elle a été remportée par l'Allemand Erik Zabel devant le Letton Romāns Vainšteins et le Français Jimmy Casper. Christophe Moreau, vainqueur du prologue, conserve le maillot jaune.

## Parcours
La première étape du Tour de France 2001 se dispute sur la Côte d'Opale entre Saint-Omer et Boulogne-sur-Mer. En raison du vent, les coureurs appréhendent la possibilité de voir se former des bordures.

## Déroulement de l'étape
L'étape est marquée par l'échappée au kilomètre 55 de Jacky Durand, rejoint par Christophe Oriol. Comptant sept minutes d'avance au kilomètre 102, l'échappée est stoppée par le passage d'un train sur un passage à niveau à Rang-du-Fliers, ce qui oblige la direction de course à stopper également le peloton. Les deux coureurs sont rattrapés à 15 kilomètres de Boulogne-sur-Mer et l'étape se joue au sprint malgré une tentative d'échappée avortée de Laurent Brochard à trois kilomètres de l'arrivée. Le sprint est gagné par Erik Zabel devant Romāns Vainšteins et Jimmy Casper,.
Christophe Moreau, de l'équipe Festina, conserve à l'issue de l'étape le maillot jaune tout comme son coéquipier Florent Brard le maillot blanc de meilleur jeune. Erik Zabel endosse le maillot vert du classement par points et Jacky Durand est récompensé de son échappée par le gain du maillot à pois de meilleur grimpeur et par ses 26 points au prix de la combativité,.
Fabien De Waele, victime d'une fracture à la hanche gauche avant le départ du Tour de France, ne prend pas le départ de l'étape. Daniele Nardello chute durant l'étape et termine à plus de douze minutes tandis que David Millar reste diminué physiquement en raison de sa chute lors du prologue,.

## Classement de l'étape
| \| Classement de l'étape \| Classement de l'étape \| Classement de l'étape \| Classement de l'étape \| Classement de l'étape \| \| Coureur \| Coureur \| Pays \| Équipe \| Temps \| \| --------------------- \| --------------------- \| --------------------- \| ------------------------ \| --------------------- \| \| 1er \| Erik Zabel \| Allemagne \| Deutsche Telekom \| 4 h 55 min 15 s \| \| 2e \| Romāns Vainšteins \| Lettonie \| Domo-Farm Frites-Latexco \| + 0 s \| \| 3e \| Jimmy Casper \| France \| La Française des jeux \| + 0 s \| \| 4e \| Thor Hushovd \| Norvège \| Crédit Agricole \| + 0 s \| \| 5e \| Jaan Kirsipuu \| Estonie \| AG2R Prévoyance \| + 0 s \| \| 6e \| Damien Nazon \| France \| Bonjour \| + 0 s \| \| 7e \| Steven de Jongh \| Pays-Bas \| Rabobank \| + 0 s \| \| 8e \| Christophe Capelle \| France \| BigMat-Auber 93 \| + 0 s \| \| 9e \| Sven Teutenberg \| Allemagne \| Festina \| + 0 s \| \| 10e \| Robert Hunter \| Afrique du Sud \| Lampre-Daikin \| + 0 s \| |                    |                |                          |                 |
| |                    |                |                          |                 |
| |                    |                |                          |                 |
| Classement de l'étape |                    |                |                          |                 |
| Coureur | Coureur            | Pays           | Équipe                   | Temps           |
| 1er | Erik Zabel         | Allemagne      | Deutsche Telekom         | 4 h 55 min 15 s |
| 2e | Romāns Vainšteins  | Lettonie       | Domo-Farm Frites-Latexco | + 0 s           |
| 3e | Jimmy Casper       | France         | La Française des jeux    | + 0 s           |
| 4e | Thor Hushovd       | Norvège        | Crédit Agricole          | + 0 s           |
| 5e | Jaan Kirsipuu      | Estonie        | AG2R Prévoyance          | + 0 s           |
| 6e | Damien Nazon       | France         | Bonjour                  | + 0 s           |
| 7e | Steven de Jongh    | Pays-Bas       | Rabobank                 | + 0 s           |
| 8e | Christophe Capelle | France         | BigMat-Auber 93          | + 0 s           |
| 9e | Sven Teutenberg    | Allemagne      | Festina                  | + 0 s           |
| 10e | Robert Hunter      | Afrique du Sud | Lampre-Daikin            | + 0 s           |

## Classement général
À la suite de cette étape disputée au sprint, le classement général de l'épreuve ne subit pas de grands changements. Le Français Christophe Moreau (Festina) devance toujours l'Espagnol Igor González de Galdeano (ONCE-Eroski) et l'Américain Lance Armstrong (US Postal Service) alors que l'Estonien Jaan Kirsipuu (AG2R Prévoyance) profite des bonifications prises en cours d'étape pour revenir en 4e position. Membre de l'échappée, Jacky Durand (La Française des jeux) en profite également pour faire son entrée dans le top 10 à la 9e place.
| \| Classement général \| Classement général \| Classement général \| Classement général \| Classement général \| \| Coureur \| Coureur \| Pays \| Équipe \| Temps \| \| ------------------ \| ------------------------- \| ------------------ \| --------------------- \| ------------------ \| \| 1er \| Christophe Moreau \| France \| Festina \| 5 h 04 min 35 s \| \| 2e \| Igor González de Galdeano \| Espagne \| ONCE-Eroski \| + 3 s \| \| 3e \| Lance Armstrong \| États-Unis \| US Postal Service \| DQ \| \| 4e \| Jaan Kirsipuu \| Estonie \| AG2R Prévoyance \| + 7 s \| \| 5e \| Jan Ullrich \| Allemagne \| Deutsche Telekom \| + 7 s \| \| 6e \| Florent Brard \| France \| Festina \| + 7 s \| \| 7e \| Santiago Botero \| Colombie \| Kelme-Costa Blanca \| + 10 s \| \| 8e \| Stuart O'Grady \| Australie \| Crédit Agricole \| + 11 s \| \| 9e \| Jacky Durand \| France \| La Française des jeux \| + 13 s \| \| 10e \| Joseba Beloki \| Espagne \| ONCE-Eroski \| + 13 s \| |                           |            |                       |                 |
| |                           |            |                       |                 |
| |                           |            |                       |                 |
| Classement général |                           |            |                       |                 |
| Coureur | Coureur                   | Pays       | Équipe                | Temps           |
| 1er | Christophe Moreau         | France     | Festina               | 5 h 04 min 35 s |
| 2e | Igor González de Galdeano | Espagne    | ONCE-Eroski           | + 3 s           |
| 3e | Lance Armstrong           | États-Unis | US Postal Service     | DQ              |
| 4e | Jaan Kirsipuu             | Estonie    | AG2R Prévoyance       | + 7 s           |
| 5e | Jan Ullrich               | Allemagne  | Deutsche Telekom      | + 7 s           |
| 6e | Florent Brard             | France     | Festina               | + 7 s           |
| 7e | Santiago Botero           | Colombie   | Kelme-Costa Blanca    | + 10 s          |
| 8e | Stuart O'Grady            | Australie  | Crédit Agricole       | + 11 s          |
| 9e | Jacky Durand              | France     | La Française des jeux | + 13 s          |
| 10e | Joseba Beloki             | Espagne    | ONCE-Eroski           | + 13 s          |

## Classements annexes
| Classement par points | Classement par points | Classement par points | Classement par points    | Classement par points |
| Coureur               | Coureur               | Pays                  | Équipe                   | Points                |
| --------------------- | --------------------- | --------------------- | ------------------------ | --------------------- |
| 1er                   | Erik Zabel            | Allemagne             | Deutsche Telekom         | 35 pts                |
| 2e                    | Romāns Vainšteins     | Lettonie              | Domo-Farm Frites-Latexco | 30 pts                |
| 3e                    | Jaan Kirsipuu         | Estonie               | AG2R Prévoyance          | 30 pts                |
| 4e                    | Jimmy Casper          | France                | La Française des jeux    | 26 pts                |
| 5e                    | Thor Hushovd          | Norvège               | Crédit Agricole          | 24 pts                |

| Classement par points | Classement par points | Classement par points | Classement par points    | Classement par points |
| Coureur               | Coureur               | Pays                  | Équipe                   | Points                |
| --------------------- | --------------------- | --------------------- | ------------------------ | --------------------- |
| 1er                   | Erik Zabel            | Allemagne             | Deutsche Telekom         | 35 pts                |
| 2e                    | Romāns Vainšteins     | Lettonie              | Domo-Farm Frites-Latexco | 30 pts                |
| 3e                    | Jaan Kirsipuu         | Estonie               | AG2R Prévoyance          | 30 pts                |
| 4e                    | Jimmy Casper          | France                | La Française des jeux    | 26 pts                |
| 5e                    | Thor Hushovd          | Norvège               | Crédit Agricole          | 24 pts                |

| Classement de la montagne | Classement de la montagne | Classement de la montagne | Classement de la montagne | Classement de la montagne |
| Coureur                   | Coureur                   | Pays                      | Équipe                    | Points                    |
| ------------------------- | ------------------------- | ------------------------- | ------------------------- | ------------------------- |
| 1er                       | Jacky Durand              | France                    | La Française des jeux     | 10 pts                    |
| 2e                        | Christophe Oriol          | France                    | Jean Delatour             | 6 pts                     |
| 3e                        | Patrice Halgand           | France                    | Jean Delatour             | 2 pts                     |

| Classement de la montagne | Classement de la montagne | Classement de la montagne | Classement de la montagne | Classement de la montagne |
| Coureur                   | Coureur                   | Pays                      | Équipe                    | Points                    |
| ------------------------- | ------------------------- | ------------------------- | ------------------------- | ------------------------- |
| 1er                       | Jacky Durand              | France                    | La Française des jeux     | 10 pts                    |
| 2e                        | Christophe Oriol          | France                    | Jean Delatour             | 6 pts                     |
| 3e                        | Patrice Halgand           | France                    | Jean Delatour             | 2 pts                     |

| Classement du meilleur jeune | Classement du meilleur jeune | Classement du meilleur jeune | Classement du meilleur jeune | Classement du meilleur jeune |
| Coureur                      | Coureur                      | Pays                         | Équipe                       | Temps                        |
| ---------------------------- | ---------------------------- | ---------------------------- | ---------------------------- | ---------------------------- |
| 1er                          | Florent Brard                | France                       | Festina                      | 5 h 04 min 42 s              |
| 2e                           | Thor Hushovd                 | Norvège                      | Crédit Agricole              | + 10 s                       |
| 3e                           | Jörg Jaksche                 | Allemagne                    | ONCE-Eroski                  | + 11 s                       |
| 4e                           | José Iván Gutiérrez          | Espagne                      | ONCE-Eroski                  | + 19 s                       |
| 5e                           | Nicolas Vogondy              | France                       | La Française des jeux        | + 22 s                       |

| Classement du meilleur jeune | Classement du meilleur jeune | Classement du meilleur jeune | Classement du meilleur jeune | Classement du meilleur jeune |
| Coureur                      | Coureur                      | Pays                         | Équipe                       | Temps                        |
| ---------------------------- | ---------------------------- | ---------------------------- | ---------------------------- | ---------------------------- |
| 1er                          | Florent Brard                | France                       | Festina                      | 5 h 04 min 42 s              |
| 2e                           | Thor Hushovd                 | Norvège                      | Crédit Agricole              | + 10 s                       |
| 3e                           | Jörg Jaksche                 | Allemagne                    | ONCE-Eroski                  | + 11 s                       |
| 4e                           | José Iván Gutiérrez          | Espagne                      | ONCE-Eroski                  | + 19 s                       |
| 5e                           | Nicolas Vogondy              | France                       | La Française des jeux        | + 22 s                       |

| Classement par équipes | Classement par équipes | Classement par équipes | Classement par équipes |
| Équipe                 | Équipe                 | Pays                   | Temps                  |
| ---------------------- | ---------------------- | ---------------------- | ---------------------- |
| 1re                    | Festina                | France                 | 15 h 14 min 08 s       |
| 2e                     | ONCE-Eroski            | Espagne                | + 7 s                  |
| 3e                     | US Postal Service      | États-Unis             | + 14 s                 |
| 4e                     | Kelme-Costa Blanca     | Espagne                | + 17 s                 |
| 5e                     | Crédit Agricole        | France                 | + 31 s                 |

| Classement par équipes | Classement par équipes | Classement par équipes | Classement par équipes |
| Équipe                 | Équipe                 | Pays                   | Temps                  |
| ---------------------- | ---------------------- | ---------------------- | ---------------------- |
| 1re                    | Festina                | France                 | 15 h 14 min 08 s       |
| 2e                     | ONCE-Eroski            | Espagne                | + 7 s                  |
| 3e                     | US Postal Service      | États-Unis             | + 14 s                 |
| 4e                     | Kelme-Costa Blanca     | Espagne                | + 17 s                 |
| 5e                     | Crédit Agricole        | France                 | + 31 s                 |